# Black Mask (comics)
Pour les articles homonymes, voir Black Mask.
 (décembre 2010).
Black Mask est un personnage de fiction, un super-vilain appartenant à l'univers DC Comics. C'est un ennemi de Batman. Créé par le scénariste Doug Moench et le dessinateur Tom Mandrake, il apparait pour la première fois dans le comic book Batman #386 en août 1985.

## Biographie fictive

### Les origines

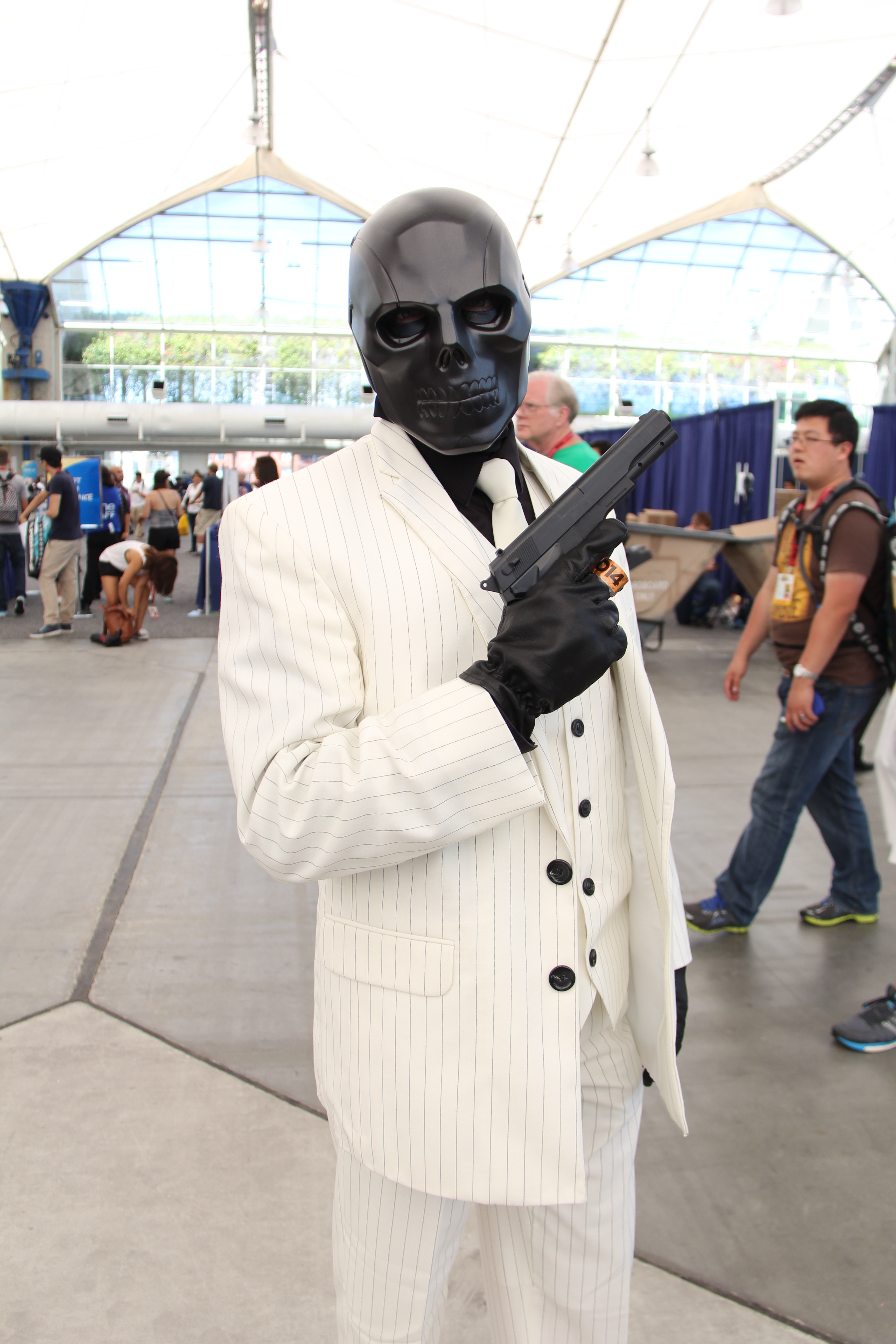
Cosplay de Black Mask.

Roman Sionis, qui deviendra Black Mask, est né de parents aisés. Ces parents sont présentés comme égocentriques, vivant pour le paraitre et se préoccupant davantage de leur rang social que de leur fils.
Quelques instants après sa naissance, un médecin fait tomber le nourrisson sur la tête. Ses parents préfèrent cacher l'incident à leur entourage au détriment de la santé de leur fils.
Durant son enfance, il est attaqué dans la maison familiale par un raton laveur enragé. L'histoire est à son tour étouffée par ses parents.
Le jeune Roman est marqué par l'amitié de son père pour Thomas Wayne, alors que sa famille maudit les Wayne. Malgré toute leur véhémence, les Sionis continuent à s'associer aux Wayne. Ils forcent leur fils à devenir l'ami de Bruce. Leur hypocrisie et les « masques » qu'ils portent en public affectent l'esprit de Roman : il grandit dans la haine.
À la fin de ses études, son père lui propose un poste haut placé dans sa société Janus Cosmetics. Il rencontre Circé, une secrétaire issue d'une famille ouvrière dont il tombe amoureux. Ses parents désapprouvent cette relation et lui demandent de rompre avec elle. De rage, il brûle la maison familiale, tuant ses parents, et hérite alors de leur fortune et de l'entreprise familiale. Roman ne parvient pas à faire vivre la société, qui fait faillite. Il investit une quantitée considérable d'argent dans un "produit miracle", un maquillage résistant à l'eau. Il le lance sur le marché sans test en laboratoire préalable : le produit défigure une centaine de femmes avant d'être retiré du marché.
Dégoûtée, sa fiancée Circé rompt devant tout le personnel dirigeant de Janus Cosmetics. Bruce Wayne lui propose de racheter sa société, à condition d'avoir les pleins pouvoirs, et de constituer son propre conseil d'administration. Roman accepte, mais, humilié, il commence à nourrir une rancune féroce à l'égard de Wayne. Dans le mausolée familial, il exhume le cercueil de son père et taille dans l'ébène le masque qui va faire de lui le criminel connu sous le nom de Black Mask.

### Le Culte
Dans l'arc The Cult, Black Mask réapparaît comme chef du crime organisé, après avoir abandonné sa vendetta personnelle contre Bruce Wayne. On le voit parfois faire allégeance au Pingouin, et d'autres fois travailler seul. Il contrôle la plupart des activités parallèles de Gotham City, avant que la ville ne soit détruite par un tremblement de terre dans l'arc No Man's Land.
Roman se débarrasse de son masque d'ébène ; il croit que ses cicatrices sont le reflet de sa force et de sa détermination à survivre. Il devient fou, fonde une secte basée sur la scarification et tue tous ceux qui refusent de le rejoindre. Il devient chef d'un gang influent, avant que Batman et Huntress ne le fasse tomber. Emprisonné au pénitencier de Blackgate, il parvient à s'échapper.

### Implacable (Relentless)
Dans Catwoman #16, Black Mask monte un trafic de drogues et décide d'implanter son quartier général dans Gotham Est, attirant l'attention de Catwoman, gardienne auto-proclamée de cette partie de la ville.
Black Mask, lassé de voir Catwoman interférer dans ses plans, vole son argent, blesse ses hommes et retrouve Sylvia Sinclair, vieille amie de Selina Kyle qui travaille pour la pègre de Gotham. Elle lui révèle l'identité secrète de Catwoman. Black Mask commence une campagne de terreur contre elle : il fait exploser le centre pour jeunes que Catwoman a financé avec l'argent volé à Roman, il la traque sans répit, puis kidnappe sa sœur et son beau-frère. Black Mask le torture à mort en forçant sa femme à regarder, puis pousse cette dernière à se livrer à des actes de cannibalisme sur le corps de son défunt mari.
Catwoman arrive trop tard pour les sauver. Elle trouve sa sœur folle devant le corps de son mari. Black Mask enlève Holly Robinson pour la torturer, mais Catwoman intervient à temps et les deux adversaires se battent sur le toit d'un immeuble. Black Mask chute, il est laissé pour mort.

### Jeux de Guerre&Crimes de Guerre
Quand Tim Drake décide de raccrocher le costume de Robin durant l'arc War Games, Batman choisit Stéphanie Brown, alias The Spoiler, pour prendre sa place. Batman découvre que le manque de concentration de Stéphanie et son incapacité à suivre des ordres est un danger pour elle-même et les autres. Elle la renvoie. Stéphanie décide de mettre en œuvre un des plans de Batman : placer l'ensemble des barons du crime de Gotham sous la tutelle d'Orpheus (en), un agent de Batman, et par conséquent, sous le contrôle de Batman lui-même. Cependant, Spoiler ignore qu'un des contacts-clés avec la pègre, Matches Malone, n'est autre qu'un alter-ego de Bruce Wayne. Son plan échoue : "Matches Malone" ne se présente pas à la réunion, la tension entre les criminels dégénère en règlement de comptes, faisant de nombreux morts et blessés. C'est le début d'une guerre des gangs.
Dans War Games : Acte Deux, Spoiler se met à la recherche d'Orpheus pour redresser la situation. Elle raconte son plan à Orpheus, Black Mask surgit, tranche la gorge d'Orpheus devant elle, puis la torture pour obtenir des informations. Black Mask prend la place d'Orpheus, Batman et Onyx se laissent piéger, et sous l'identité d'Orpheus, embrasent la ville et plongent Gotham dans la violence. Voulant torturer de nouveau Spoiler par plaisir, il constate qu'elle s'est échappée. Black Mask la traque, et après un combat acharné, Spoiler parvient à le battre et à s'enfuir, gravement blessée. Black Mask infiltre la tour dans laquelle se trouve Oracle afin de découvrir son identité et l'exposer en plein jour. De rage, Batman l'attaque, et Oracle, craignant pour la vie de Batman, est forcée d'activer un dispositif d'auto-destruction dans la tour. À la fin, Spoiler est supposée morte de ses nombreuses blessures. Black Mask devient chef de la pègre et recrute Mr. Freeze comme homme de main. Il rassemble suffisamment d'argent pour mettre la main sur un androïde Amazo et une large quantité de kryptonite (respectivement détruits par Batman et Nightwing, et volée par Red Hood). Avec l'aide du reporter Arturo Rodriguez, Black Mask commence une campagne de désinformation pour discréditer Batman. Rodriguez attaque Batman dans la presse et Black Mask commet une série de meurtres sanglants déguisé en Batman. Son plan est perturbé par l'intervention du Joker. Le plan de Black Mask est de tuer le Clown et de faire accuser Batman du meurtre. Le Joker est furieux d'avoir manqué l'occasion de tuer un autre Robin à cause de Roman. Il s'attaque à lui dans une lutte à mort. L'Homme Chauve-Souris intervient et l'interrompt. Il démontre que Rodriguez est impliqué dans les événements récents et capture Black Mask. Celui-ci tue le gardien qui l'escortait en prison et parvient à s'enfuir.

### Mort
L'assassin Deathstroke propose à Black Mask une place au sein de la Secret Society of Super Villains. Ce dernier accepte pour renforcer sa mainmise sur la pègre de Gotham. Elle est de plus en plus fragile, car Batman et le nouveau Red Hood ont pris pour cible ses opérations. Un groupe composé de super-vilains traque Batman et Red Hood. Batman parvient à les battre, et empêche la Société de s'implanter à Gotham.
Black Mask veut laver cet affront, tente de s'en prendre aux proches de Catwoman, de Slam Bradley à Holly Robinson. Catwoman le tue sur le coup d'une balle en pleine tête. Selina Kyle donne le costume de Catwoman à son amie Holly, qui est arrêtée peu après pour le meurtre de Roman.

### L'Héritage de Black Mask
Dans La lutte pour la Cape, un second Black Mask apparaît. Il drogue des patients de l'Asile d'Arkham, dont le Great White Shark, Poison Ivy, Killer Croc, Zsasz, Jane Doe et l'Epouvantail avec un implant chimique mortel lorsqu'on l'active. Il ordonne à ses hommes de faire exploser l'asile. Il est rapidement reconnu comme leader, et prépare son ascension en mettant fin aux règnes de Double-Face et du Pingouin.
Le nouveau Black Mask absorbe le gang du Pingouin, éjecte Harvey Dent hors de la ville et devient seul maître à bord. Il est à l'origine des actions de plusieurs criminels notoires de Gotham, tels que Firefly, Victor Zsasz, Jane Doe, Gueule d'Argile, Alyce Sinner, Frayeur, Dr. Death ou Hugo Strange. Il échange des fonds contre leurs services. Cependant, dans Life after Death, il est pris pour cible à la fois par la Garde Nationale et la famille mafieuse Falcone, dirigée par Mario Falcone. Il est forcé de se cacher dans une partie de la ville appelée "Devil's Square".
L'identité de Black Mask est révélée : Jeremiah Arkham. Vaincu et capturé par le nouveau Batman, Dick Grayson, il est emprisonné dans l'Asile d'Arkham récemment reconstruit.

### New 52
Dans la nouvelle continuité, Roman Sionis est de nouveau Black Mask, et Jérémiah Arkham redevient le directeur de l'Asile d'Arkham.

## Versions alternatives
Dans Batman : La Brume Rouge, Black Mask rejette la proposition d'alliance de Double-Face et Killer Croc, croyant son gang bien trop puissant pour être vaincu. Batman, sous sa forme de vampire, lui démontre le contraire en massacrant tous ses hommes et en empalant leurs têtes le long du mur qui longe le pénitencier de Blackgate comme avertissement aux prisonniers.

## Personnalité
Dépeint comme sadique et intelligent, Black Mask joue sur la peur et l'intimidation : il use de son pouvoir et de ses relations pour parvenir à ses fins. Il est connu pour ses méthodes de tortures cruelles, ciblant particulièrement le visage. Il n'hésite pas à obtenir toute information utile sur ses ennemis, à utiliser leurs points faibles contre eux, à menacer leur famille ou leurs amis. Son point faible est l'orgueil. Il ne mesure pas l’intelligence de Batman. Il voit les choses en grand et n’est jamais satisfait[réf. nécessaire].

## Compétences
Black Mask n'a aucun pouvoir particulier. C'est un génie du crime disposant de nombreuses ressources. Il a dirigé le crime organisé à Gotham City pendant des années sous la couverture d'un homme d'affaires. Il est très doué pour le maniement des armes de poing (il porte généralement sur lui au moins deux pistolets automatiques) et est un très bon combattant, capable d'encaisser les coups sans cesser le combat[réf. souhaitée].

## Apparitions dans d'autres médias

### Films
- Black Mask apparaît dans le film Batman: Under the Red Hood, doublé par Wade Williams[1] (VF : Julien Kramer). Dans ce film, il a une assistante, Mme Li (doublée par Kelly Hu) et est présenté comme un baron du crime pris dans une guerre de territoires. Black Mask et ses sbires sont faits prisonniers par le Joker, qui les ligote à l'arrière d'un camion et y met le feu. Les gangsters seront sauvés par Batman. À la fin du film, il attend son jugement.
- Il apparaît dans le film Batman : Mauvais Sang, doublé par Steven Blum (VF : Thierry Murzeau).
- Il est le personnage principal du 8e film de l'univers cinématographique DC, Birds of Prey (et la fantabuleuse histoire de Harley Quinn) de Cathy Yan (2020), dans lequel il est interprété par Ewan McGregor (VF : Bruno Choël). Dans ce film, il est le patron d'une boîte de nuit, mais aussi un chef criminel sadique qui part à la recherche d'une adolescente qui lui a volé un diamant.
- Il apparaît dans Catwoman: Hunted, doublé par Jonathan Banks (VF : Patrick Raynal).

### Télévision
- Batman (The Batman, Duane Capizzi, Michael Goguen, 2004-2008), avec James Remar (VF : Thierry Murzeau)
- Batman : L'Alliance des héros (Batman: The Brave and the Bold, James Tucker, 2008-2011), avec John DiMaggio (VF : Thierry Murzeau)
- Gotham (The Mask, Paul A. Edwards, 2014), avec Todd Stashwick

### Jeux vidéo
- Black Mask est un des boss du jeu Batman: Dark Tomorrow, doublé par Michael Wright. Il est en guerre contre le Ventriloque.
- Le masque de Black Mask apparaît dans le jeu vidéo Batman: Arkham Asylum. Le scanner répond à une des énigmes de l'Homme Mystère et déverrouille la biographie de Sionis.
- Black Mask apparaît dans le MMO DC Universe Online, doublé par Troy Baker.
- Black Mask apparaît également dans le jeu vidéo Batman: Arkham City, sous la forme d'affiche de recherche près de l’Aciérie. Il faudra scanner cette affiche pour déverrouiller un trophée de l'homme mystère. Black Mask apparaît une seule fois en personne dans le jeu : on le voit se faire matraquer par les gardes TYGER d'Hugo Strange au tout début du jeu.
- Black Mask est un personnage bonus dans la version 3DS de Lego Batman 2: DC Super Heroes.
- Batman: Arkham Origins : Parrain de la mafia ayant la main mise sur Gotham et la plupart des agents de police, y compris le commissaire dans sa poche, Black Mask s'échappe du pénitencier de Blackgate lorsque celui-ci tombe aux mains des criminels. La veille de Noël, il engage huit assassins pour arrêter le Chevalier Noir. Cependant, Batman découvre plus tard que Black Mask a en réalité été fait prisonnier et que quelqu'un a usurpé son identité depuis le début. L'usurpateur se révélera par la suite être le Joker.
- Batman: Arkham Knight : Dans un des contenus additionnels du jeu, on contrôle Red Hood qui traque Black Mask et qui finit par le jeter d'une fenêtre, le laissant pour mort.